# Углич
Углич (на руски: Углич) е град в Русия, Ярославска област, административен център на Угличски район. Населението на града е 34 500 души през 2010 година.

## История
В Углич има 2 много големи женски манастира. Алексевският е построен през 14 век, действа и до днес. Богоявленският се намира недалеч от Угличския кремъл; именно там след смъртта на царския наследник Дмитрий (наследникът на Иван Грозни) е заточена майка му Мария Фьодоровна.

## Музеи
Музей на руската водка
Наричаният руски „крал на водката“ Пьотър Смирнов е роден в Углич, погребан е също там. Смирнов произхожда от крепостни селяни, но става най-богатият търговец и доставя продукция за царския двор. В музея могат да се видят древни апарати за варене на водка, първите механизирани машини за бутилиране. Водката в музея може не само да се види, но и да се опита в дегустационна зала.
Музей на тъмничното изкуство
В 2 неголеми стаи са представени предмети, направени от затворници от подръчни материали. Експонатите не са само шперцове и остри ножчета, но също и картини, нарисувани на чаршафи с обикновена химикалка.

## Туризъм
Углич може да се посещава цяла година. През лятото се осъществяват пътешествия по Волга с кораб или с малка моторна лодка. През август се организира изложба на реколтата. През февруари там се провежда фестивал „Зимни забави“. Волга вече е покрита с дебел лед, по нея се пързалят с кънки. Организиран е зимен риболов, има шейни и квардоцикли.
Типични сувенири от Углич са: ленени платове, прочутите углически кукли и великолепни вълнени чорапи.